# Labena annulata
Labena annulata är en stekelart som först beskrevs av Brulle 1846.  Labena annulata ingår i släktet Labena och familjen brokparasitsteklar. Inga underarter finns listade i Catalogue of Life.